# Paektusan
Paektusan, även känt som Changbai i Kina, är ett vulkaniskt berg belägen på gränsen mellan Nordkorea och Kina. Berget är en del av bergskedjan Changbaibergen. Med en höjd på 2744 meter är Paektusantoppen Nordkoreas, Changbais och Baekdudaegans högsta bergstopp. 
Berget är en stratovulkan. På toppen finns en 5 kilometer bred och 850 meter djup caldera. Den är partiellt fylld av en kratersjö, kallad Heaven Lake (Chonji). Sjön har sitt utflöde åt norr, och nära utloppet finns ett 70 meter högt vattenfall. Floderna Songhua, Tumen och Yalu har sin källa i berget.
Calderan bildades under ett utbrott år 969 (± 20 år). Den centrala delen av berget höjer sig med tre millimeter per år, på grund av stigande magma. Paektusan hade sitt senaste utbrott 1903. 
Berget spelar en framträdande roll i manchuernas historia och är den plats från vilken folket påstås har sitt ursprung enligt legender från 1500-talet. Efter Nordkoreas upprättande gjorde Kim Il-sung-regimen gällande att det koreanska folkets legendariska stamfader Tangun härstammade från berget och vid 60-talet fick denna legend spridning även i Sydkorea.

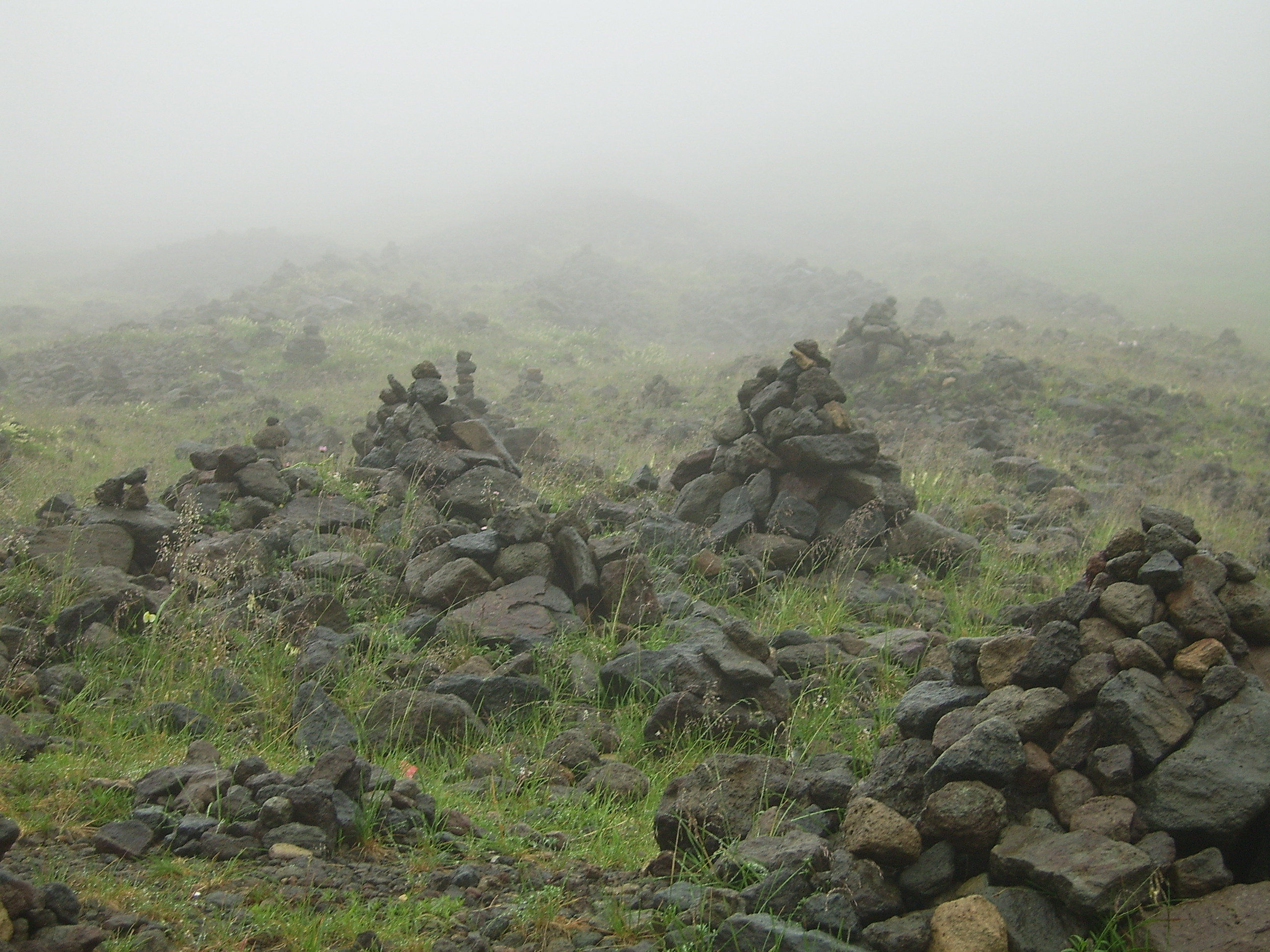
Rösen
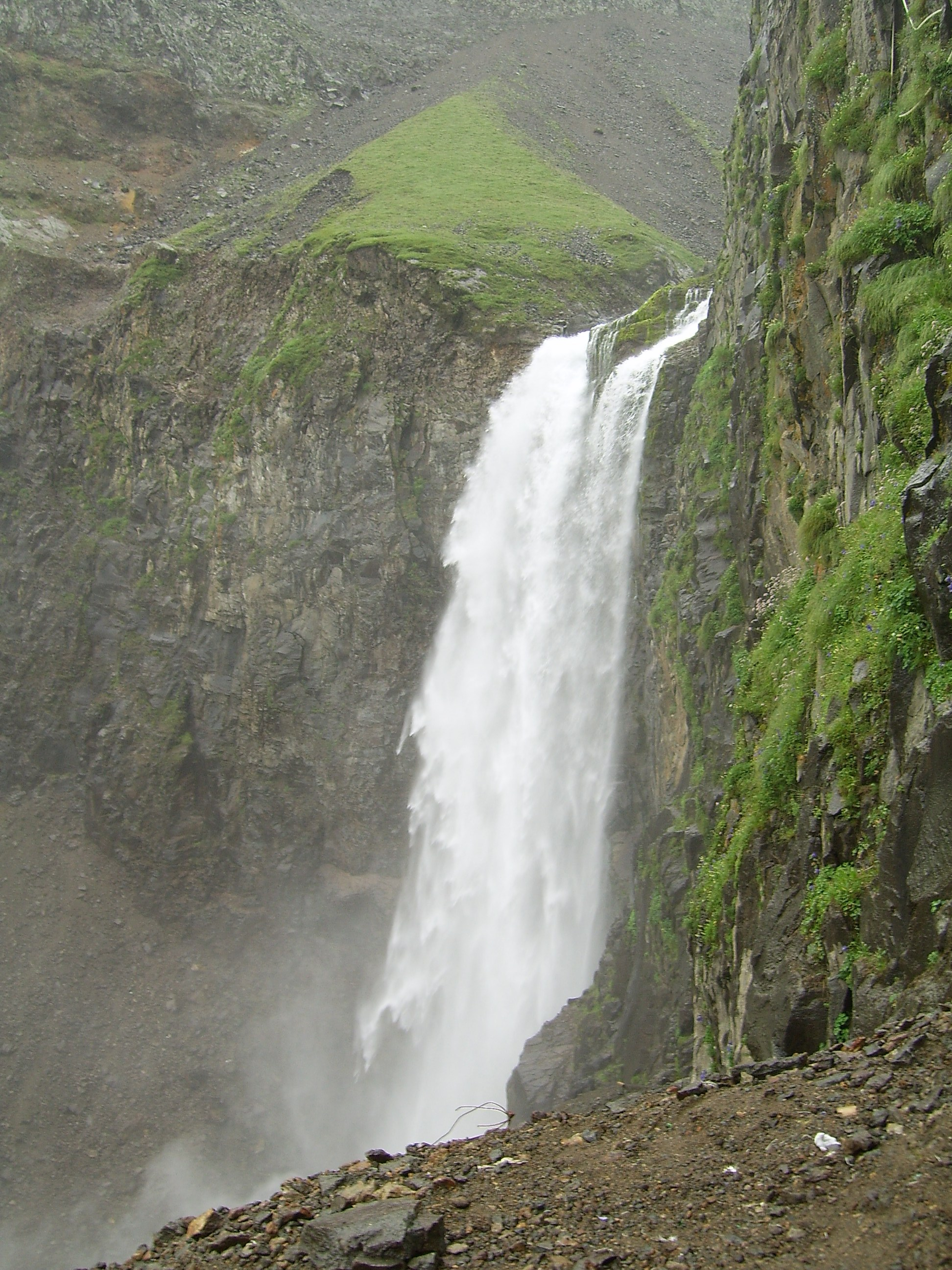
Vattenfall
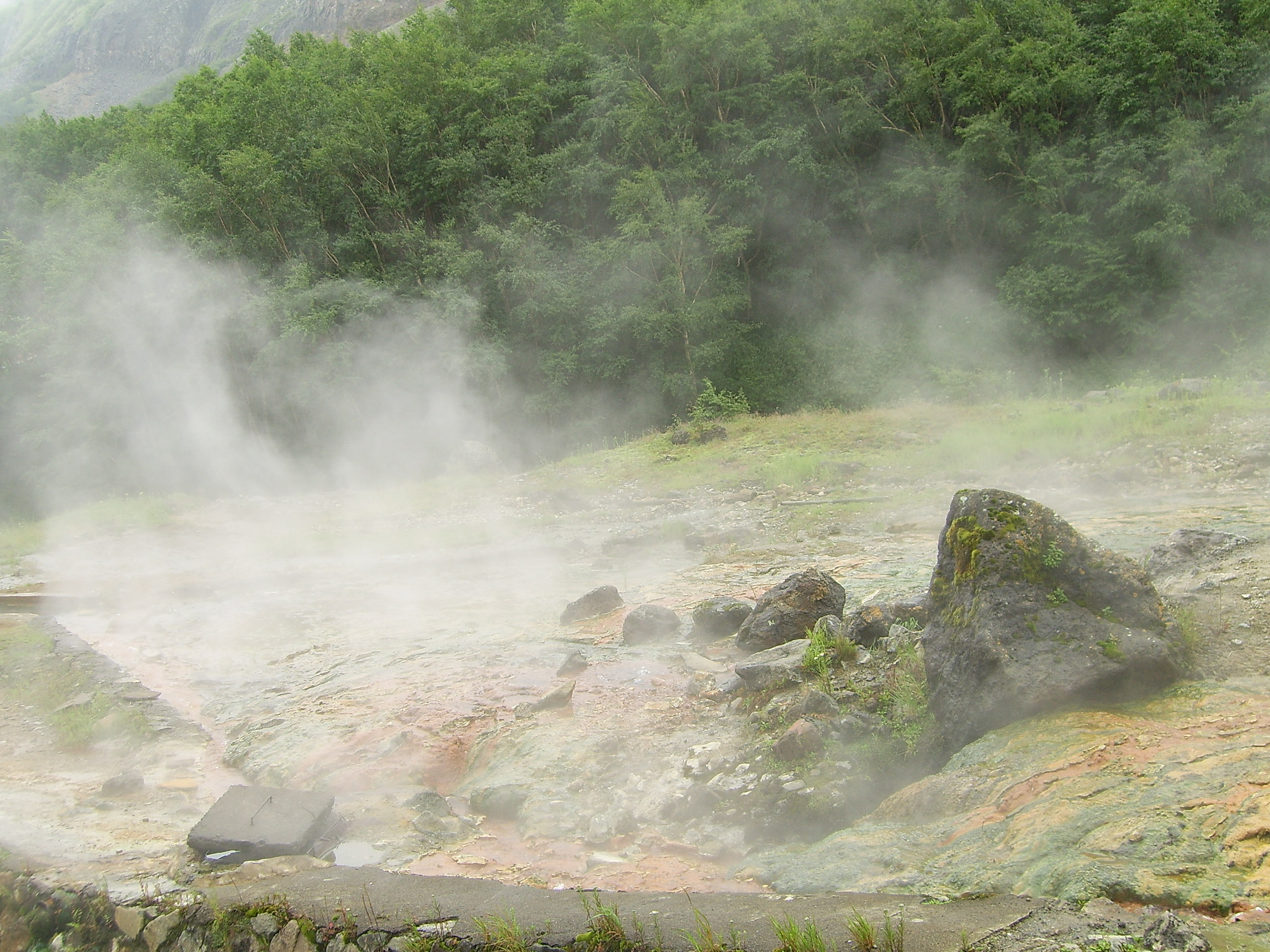
Varma källor
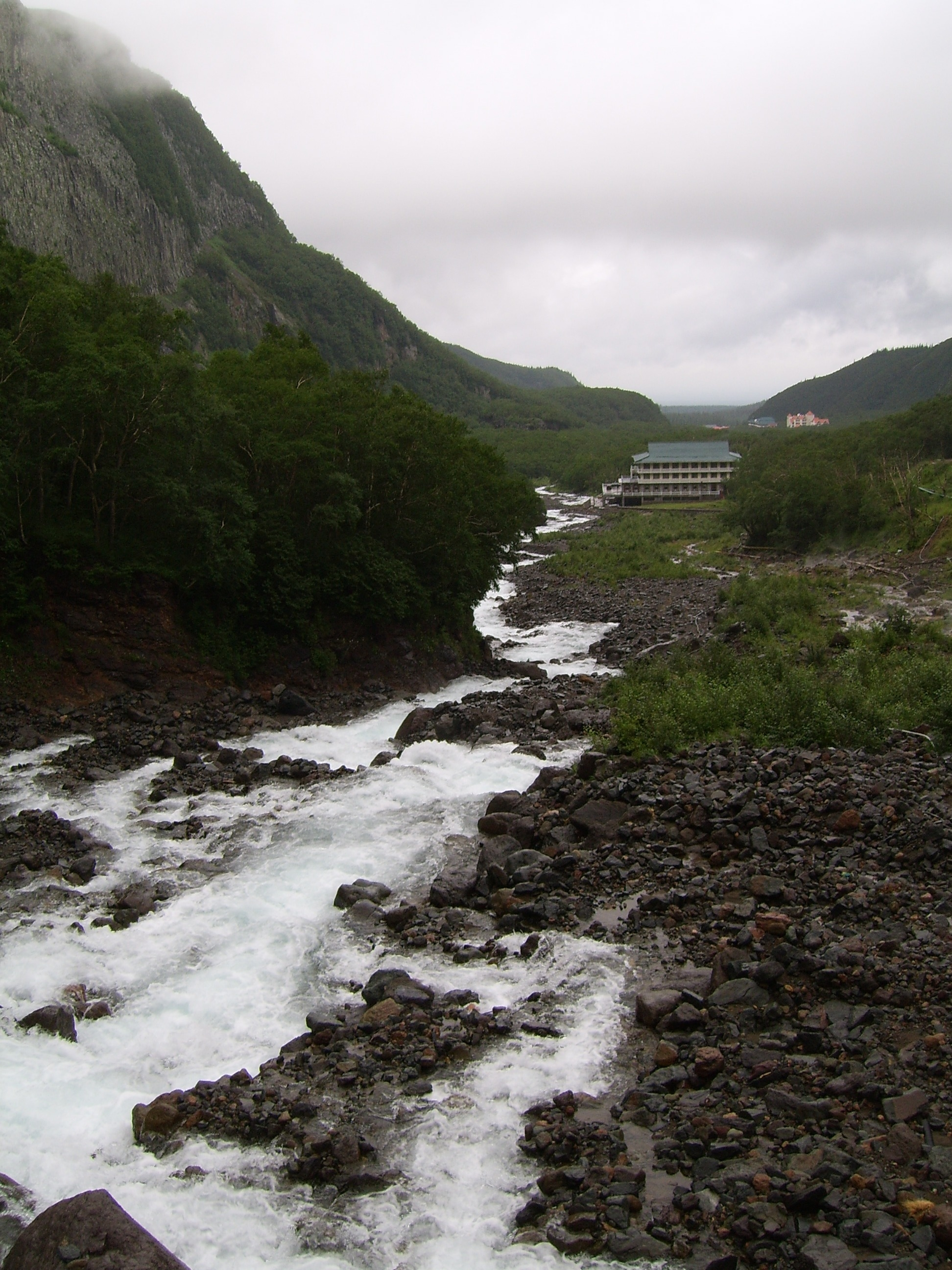
Flod